# Рентгеновская сварка
Рентгеновская сварка — экспериментальный процесс сварки, который использует мощные рентгеновские источники для обеспечения процесса сварки тепловой энергией, необходимой для сварки материалов.
С помощью рентгеновского аппарата проводится также контроль качества сварного соединения. Такие внутренние дефекты, как пористость, трещины, шлаковые включения можно обнаружить с помощью рентгеновского контроля сварного изделия.
Для проведения сварки были разработаны такие методы, как газовая дуговая сварка, сварка под флюсом, сварка электронным лучом, лазерным лучом. Однако эти процессы имеют общее ограничение — получаемая энергия не полностью прорезает свариваемый материал, в результате чего происходит образование его расплава на поверхности материала.
Для получения швов, которые проникают на всю глубину материала, надо либо специально разработать и подготовить геометрию заготовок или вызвать испарение материала при его нагреве.
До недавнего времени источники рентгеновского излучения не имели достаточной интенсивности, чтобы нагреть металл для проведения сварки. Однако с появлением синхротронного излучения появилась возможность достичь требуемую мощность для локального плавления материала и даже их испарения.

## Примечание
1. ↑  http://link.aip.org/link/? (недоступная ссылка)
2. ↑  Контроль сварных соединений рентгеновскими и гамма-лучами. Дата обращения: 1 июля 2016. Архивировано 31 августа 2016 года.
3. ↑  NDT Resources — Radiograph Interpretation Архивная копия от 16 февраля 2014 на Wayback Machine